# Raffaele Pastore (politico)
Raffaele Pastore (Spinazzola, 21 marzo 1881 – 21 gennaio 1969) è stato un politico italiano.

## Biografia
Deputato della Consulta prima, successivamente dell'Assemblea Costituente e poi senatore nella II Legislatura con il Partito Comunista Italiano.